# Воргол (Конотопский район)
Воргол (укр. Воргол) — село, Литвиновичский сельский совет, Конотопский район, Сумская область,
Украина.
Код КОАТУУ — 5922685503. Население по переписи 2001 года составляло 284 человека.

## Географическое положение
Село Воргол находится вокруг большого озера в которое впадает река Ворголка, а вытекает река Стрижень, которая через 3 км впадает в реку Клевень. Выше по течению реки Ворголка на расстоянии в 1,5 км расположено село Зазерки, ниже по течению реки Стрижень на расстоянии в 1,5 км расположено село Литвиновичи.
Через село проходит автомобильная дорога Т-1911.

## История
- Около села Воргол обнаружено поселение времени неолита, городище и поселение скифских времён, поселения и могильники северян (VIII—X века), древнерусское городище, остатки разрушенного в 1284 году татарами летописного города Воргол.
- С 1802 года село Воргол в составе Ярославецкой волости Глуховского уезда Черниговской губернии.
- В селе Воргол была Рождество-Богородицкая церковь[2].

После ликвидации Кролевецкого района 19 июля 2020 года село вошло в состав Конотопского района.